# Orde van Saskatchewan
De Orde van Verdienste van Saskatchewan (Engels: "National Order of Saskatchewan") is een in 1985 ingestelde onderscheiding van de Canadese provincie Saskatchewan. Uitmuntende prestaties op ieder vlak kunnen met deze onderscheiding worden beloond. De Orde kan per jaar niet vaker dan tienmaal worden toegekend maar er zijn ook postume en honoraire benoemingen mogelijk.
In 2001 en 2006 werden twee zonen van de Canadese vorstin, de Prins van Wales en de Graaf van Wessex als "Honoraire Leden" in de Orde opgenomen.
Men draagt de Orde aan een lint om de hals.